# Die Glasbläserin
Die Glasbläserin ist ein deutscher Fernsehfilm von Regisseurin Christiane Balthasar aus dem Jahr 2016. Das historische Drama ist eine Literaturverfilmung des gleichnamigen ersten Bandes aus Petra Durst-Bennings Glasbläser-Trilogie. Es handelt von den Schwestern Johanna (Luise Heyer) und Marie (Maria Ehrich), die nach dem Tod ihres Vaters im Jahr 1891 versuchen, gegen größte Widerstände und Vorurteile die familieneigene Glasbläserei fortzuführen.

## Handlung
1891. Die Schwestern Johanna und Marie Steinmann leben zusammen mit ihrem Vater in Lauscha. Während sie ihm nach dem Tod der Mutter den Haushalt führen, ist er der Alleinverdiener und alle drei leben vom kläglichen Einkommen der Glasbläserei, die der Vater betreibt. Nach seinem plötzlichen Tod geraten die Schwestern in arge finanzielle Not. Marie ist nicht abgeneigt die Kunst des Vaters fortzuführen, was Johanna jedoch ablehnt. Frauen ist es verboten, diese Art der eigenständigen Arbeit auszuführen. Als der benachbarte Glasbläser Wilhelm Heimer den jungen Frauen Arbeit anbietet, nehmen sie diese zunächst an. Marie darf mit Farben die Glaswaren bemalen, worin sie große Geschicklichkeit beweist. Johanna interessiert sich dagegen mehr für die direkte Glasproduktion, dennoch sind beide sehr unzufrieden. Die Bezahlung ist schlecht und Thomas, der Sohn ihres Arbeitgebers, stellt Marie nach. Als Johanna gegenüber Wilhelm Heimer eines Tages ihre Meinung über den von ihm sehr autoritär geführten Betrieb äußert, ist ihr Arbeitsverhältnis damit beendet. 
So nimmt sie im benachbarten Sonneberg eine Stellung bei dem Händler Friedhelm Strobel an. Dadurch ist sie zwar die ganze Woche weg, hat aber nun eine angemessene und besser bezahlte Arbeit. Sie entwickelt sich zu Strobels „rechter Hand“ und kommt dabei auch mit einflussreichen Kunden in Kontakt. Als einer dieser Kunden ausgerechnet die Schale kaufen möchte, die Marie vor Kurzem in eigener Kreation bemalt hatte, bietet sich daraufhin ein neuer Absatzmarkt. Johanna bittet Marie weitere solcher Schalen anzufertigen, damit Strobel sie ins Sortiment aufnehmen kann. Doch hat Marie zunächst andere Sorgen, denn sie muss Thomas Heimer heiraten, weil sie ein Kind von ihm erwartet. Er hatte die Abwesenheit Johannas im elterlichen Haus dazu genutzt, Marie zu vergewaltigen. So ist dieser Ehe kein guter Anfang beschieden und als das Kind zur Welt kommt, und „nur“ ein Mädchen ist, stellt das die Beziehung der jungen Eheleute auf eine weitere Bewährungsprobe.
Neben ihren neuen Ehepflichten gelingt es Marie immer wieder sich etwas Zeit abzuringen, um heimlich in der väterlichen Werkstatt die Glasbläserei zu üben. Immer besser gelingen ihr die selbst entworfenen Schalen, die Johanna in Sonneberg sehr gut verkaufen kann. Daneben entwickelt sie neuartige Glaskugeln, die ihr zunächst als Windspiele zur Beruhigung für ihr Baby dienen. Die ständige Abwesenheit Maries im Hause Heimer führt letztendlich dazu, dass sie ihren Ehemann nach einem weiteren Streit verlässt und wieder ganz in das elterliche Haus zurückkehrt. Johanna findet das zwar falsch, hat aber inzwischen auch selbst unter ihrem Arbeitgeber zu leiden. Der nach außen so ehrenwert erscheinende Strobel nutzt eines Tages die Gelegenheit und vergewaltigt Johanna. So verlässt auch sie die gut bezahlte Stellung, um zu Marie zu fliehen. Auf dem Weg dorthin findet der Glasaugenmacher Peter Maienbaum die völlig verstörte junge Frau im Wald. Traumatisiert findet Johanna nur langsam den Weg zurück in die Normalität. 
Als Marie erfährt, dass der amerikanische Großhändler in Sonneberg ist, dem ihre Schale so gut gefallen hatte, nimmt sie Kontakt zu ihm auf. Trotz Strobels Versuch dies zu verhindern gelingt es ihr, das Interesse von Mr. Miles zu wecken. Sie überzeugt ihn von ihren Fähigkeiten, und tatsächlich ist Miles überaus beeindruckt. Als er die Kugeln entdeckt, die Marie eigentlich nur für ihr Baby angefertigt hatte, ist er davon so begeistert, dass er 800 dieser Christbaumkugeln bestellt. Unter Hochdruck muss Marie nun diese Menge herstellen und zieht sich damit den Unmut ihres Noch-Ehemannes zu, der ihre Arbeit als Konkurrenz zur Produktion seines Vaters sieht. Marie kann Wilhelm Heimer davon überzeugen, dass sie ganz andere Dinge herstellt als er und ihm seine Kundschaft nicht streitig macht. So schließen sie Frieden und Marie kann ungestört die bestellte Ware termingerecht fertigstellen. Dabei legt sie in einen der Kartons, die auf die Reise nach Amerika gehen, ein selbstgefertigtes rotes Glasherz. Als Antwort darauf bestellt Miles bei Marie 1500 dieser Herzen, was ihr die finanzielle Zukunft sichert. Mit seiner Hilfe ist sich Marie sicher, den Schritt in die Selbstständigkeit zu schaffen. Auch Johanna blickt allmählich zuversichtlich in die Zukunft und hat sich nach langem Werben für Peter Maienbaum entschieden.

## Produktionsnotizen
Die Glasbläserin basiert auf dem gleichnamigen Roman der Schriftstellerin Petra Durst-Benning, der 2000 im Ullstein Verlag veröffentlicht wurde. Das Drehbuch zum Film verfasste Léonie-Claire Breinersdorfer, die sich dabei sehr eng an die Romanvorlage hielt. Produziert wurde Die Glasbläserin im Auftrag des ZDF von der Bavaria Fernsehproduktion in Koproduktion mit Wilma Film. Die Dreharbeiten fanden vom 8. März bis zum 16. April 2016 in Prag und Umgebung statt.

## Rezeption

### Einschaltquoten
Die Glasbläserin wurde erstmals am 9. Dezember 2016 auf Arte ausgestrahlt. Im ZDF erfolgte die Ausstrahlung am 12. Dezember 2016 zur Hauptsendezeit. Mit durchschnittlich 5,10 Millionen Zuschauern und 15,5 Prozent Gesamtmarktanteil avancierte der Film zur meistgesehenen Fernsehproduktion des Tages. In der werberelevanten Zielgruppe der 14- bis 49-Jährigen kam der Spielfilm auf 7,2 Prozent Marktanteil.

### Kritik
Heike Hupertz von der Frankfurter Allgemeinen Zeitung bezeichnete Die Glasbläserin als „Emanzipationsgeschichte“, die „handlungsmäßig wie Glühwein auf dem Weihnachtsmarkt“ wirke: „Süß, klebrig, aber dennoch geeignet, in Stimmung zu kommen“. Abgesehen von der „seifigen Geschichte“ sei der Film „allerdings für einen Weihnachtsfilm durchaus gelungen zu nennen.“ Sie lobte neben Kameramann Hannes Hubachs Bildern und Christiane Balthasars Regie sowohl das hochwertige Szenen-, Kostüm- und Maskenbild als auch die beiden Hauptdarstellerinnen Maria Ehrich und Luise Heyer.
Fernsehkritiker Rainer Tittelbach von tittelbach.tv befand, dass die „historische Filmerzählung nach dem gleichnamigen Roman von Petra Durst-Benning“ mit seinem „Wohlfühlende“ auch als „(vor)weihnachtlicher Pulswärmer“ tauge. Weiter heißt es, dass die Geschichte „dramaturgisch auf Wohlbekanntes“ setze, dafür aber „durch eine exzellente realistische Bildsprache“ besteche und „vorzüglich besetzt“ sei. „Die beiden Hauptdarstellerinnen Luise Heyer und Maria Ehrich reißen den Film an sich“, schließt er ab.